# Grande Munus
Grande Munus è la quinta enciclica di papa Leone XIII, scritta il 30 settembre 1880.
Il Pontefice esalta i meriti dei fratelli, i Santi Cirillo e Metodio di Tessalonica, che svolsero preziosa attività di apostolato cristiano nell'Europa orientale, annunciando il Vangelo alle popolazioni della Moravia, della Pannonia, della Bulgaria, della Dalmazia, della Croazia, della Polonia, ecc., e che tradussero nella lingua slava la Sacra Scrittura.